# Livry (Nièvre)
Pour les articles homonymes, voir Livry.
Livry est une commune française située dans le département de la Nièvre, en région Bourgogne-Franche-Comté.

## Géographie

### Climat
Pour des articles plus généraux, voir Climat de la Bourgogne-Franche-Comté et Climat de la Nièvre.
En 2010, le climat de la commune est de type climat océanique dégradé des plaines du Centre et du Nord, selon une étude du Centre national de la recherche scientifique s'appuyant sur une série de données couvrant la période 1971-2000. En 2020, Météo-France publie une typologie des climats de la France métropolitaine dans laquelle la commune est exposée à un climat océanique altéré et est dans la région climatique  Centre et contreforts nord du Massif Central, caractérisée par un air sec en été et un bon ensoleillement. 
Pour la période 1971-2000, la température annuelle moyenne est de 11,2 °C, avec une amplitude thermique annuelle de 15,8 °C. Le cumul annuel moyen de précipitations est de 826 mm, avec 11,7 jours de précipitations en janvier et 7,9 jours en juillet. Pour la période 1991-2020, la température moyenne annuelle observée sur la station météorologique de Météo-France la plus proche, « Lurcy-Lévis Sa », sur la commune de Lurcy-Lévis à 11 km à vol d'oiseau, est de 11,4 °C et le cumul annuel moyen de précipitations est de 717,2 mm. 
La température maximale relevée sur cette station est de 41,2 °C, atteinte le 25 juillet 2019 ; la température minimale est de −13,6 °C, atteinte le 7 février 1991,,. 
Les paramètres climatiques de la commune ont été estimés pour le milieu du siècle (2041-2070) selon différents scénarios d'émission de gaz à effet de serre à partir des nouvelles projections climatiques de référence DRIAS-2020. Ils sont consultables sur un site dédié publié par Météo-France en novembre 2022.

## Urbanisme

### Typologie
Au 1er janvier 2024, Livry est catégorisée commune rurale à habitat dispersé, selon la nouvelle grille communale de densité à sept niveaux définie par l'Insee en 2022.
Elle est située hors unité urbaine. Par ailleurs la commune fait partie de l'aire d'attraction de Nevers, dont elle est une commune de la couronne,. Cette aire, qui regroupe 93 communes, est catégorisée dans les aires de 50 000 à moins de 200 000 habitants,.

### Occupation des sols
L'occupation des sols de la commune, telle qu'elle ressort de la base de données européenne d’occupation biophysique des sols Corine Land Cover (CLC), est marquée par l'importance des territoires agricoles (93,8 % en 2018), une proportion identique à celle de 1990 (93,8 %). La répartition détaillée en 2018 est la suivante : prairies (68,6 %), zones agricoles hétérogènes (18,2 %), terres arables (7 %), eaux continentales (3,9 %), zones urbanisées (1,3 %), forêts (1 %). L'évolution de l’occupation des sols de la commune et de ses infrastructures peut être observée sur les différentes représentations cartographiques du territoire : la carte de Cassini (XVIIIe siècle), la carte d'état-major (1820-1866) et les cartes ou photos aériennes de l'IGN pour la période actuelle (1950 à aujourd'hui).

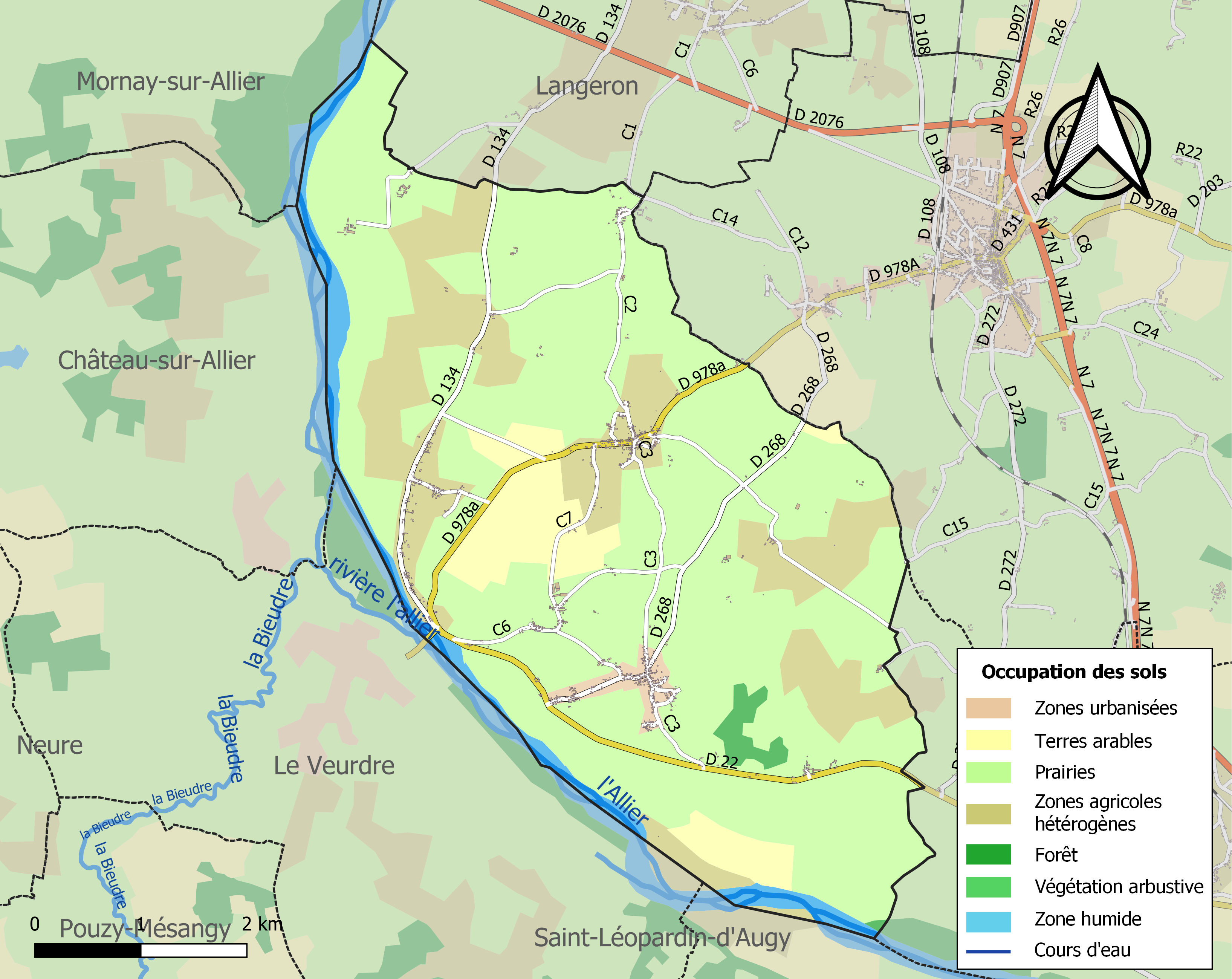
Carte des infrastructures et de l'occupation des sols de la commune en 2018 (CLC).

## Histoire
Le village est mentionné dès 1164 sous le nom de Livracum dans une bulle du pape Alexandre III, alors réfugié en France. L'église de Livriaco avait déjà été reconnue par Bernard de Saint-Saulge, évêque de Nevers, dans une lettre de 1161, comme appartenant à l'abbaye de Saint-Martin d'Autun.
Au Moyen Âge, le duc de Bourbon Pierre II, voulant donner de l'essor à la région, y fait établir une colonie d'Auvergnats.
Au XIXe siècle, le propriétaire du château de La Barre découvre du kaolin sur ses terres ; il crée, en 1856, une entreprise de porcelaine employant quarante-cinq ouvriers.  En 1929, la Société M.E.G., Moraillon et Genty reprend l'activité de l'extraction du sable kaolinique, transformant la descenderie en mine allant jusqu'à près de 35 m de profondeur. Des rails et des wagonnets Decauville dans les galeries et une voie et un train Decauville, locomotive et wagonnets, conduisaient jusqu'à la gare de Saint-Pierre-le-Moutier (environ 5 km) le kaolin (sable kaolinique) pour l'expédier jusqu'aux usines et moulins de fabrication d'émaux céramiques, de porcelaine, de faïence. La Société des carrières kaoliniques de La Barre modernise l'exploitation en galeries de mines en carrières à ciel ouvert toujours en activité à la fin du XXe siècle.
Riousse pourrait être le nom du premier vigneron qui vint planter sa tente près de la fontaine. Soultrait mentionne un « Ryosse » dès 1275, ainsi qu’un « Villaquae dicitur Riousse » en 1269. C’est une colonie auvergnate qui fonda Riousse. Le vignoble se développa au XVIIIe siècle et connut son apogée au XIXe siècle où, en 1860, il s’étendait sur 300 hectares et comptait 300 vignerons.
En 1992, sous l’impulsion de la municipalité, naquit l’Association pour la réhabilitation du vignoble de Riousse. Elle donna très vite naissance à la S.C.E.A. du Clos de Riousse qui regroupe aujourd’hui 600 actionnaires. Elle est devenue propriétaire d’un domaine de 16 hectares. La vendange est mécanique. La vinification traditionnelle est confiée à un vigneron œnologue.

## Politique et administration
| Période                                  | Période   | Identité        | Étiquette | Qualité                                                                |
| ---------------------------------------- | --------- | --------------- | --------- | ---------------------------------------------------------------------- |
| Les données manquantes sont à compléter. |           |                 |           |                                                                        |
| mars 2001                                | mars 2020 | Christian Barle | DVD       | Conseiller général, Vétérinaire Président de la communauté de communes |
| mai 2020                                 | En cours  | Adrien Aufèvre  | SE        | Artisan couvreur                                                       |

## Démographie
L'évolution du nombre d'habitants est connue à travers les recensements de la population effectués dans la commune depuis 1793. Pour les communes de moins de 10 000 habitants, une enquête de recensement portant sur toute la population est réalisée tous les cinq ans, les populations de référence des années intermédiaires étant quant à elles estimées par interpolation ou extrapolation. Pour la commune, le premier recensement exhaustif entrant dans le cadre du nouveau dispositif a été réalisé en 2006.

En 2022, la commune comptait 646 habitants, en évolution de −7,98 % par rapport à 2016 (Nièvre : −3,28 %, France hors Mayotte : +2,11 %).
| 1793  | 1800  | 1806  | 1821  | 1831  | 1836  | 1841  | 1846  | 1851  |
| ----- | ----- | ----- | ----- | ----- | ----- | ----- | ----- | ----- |
| 1 227 | 1 318 | 1 306 | 1 474 | 1 521 | 1 410 | 1 563 | 1 604 | 1 724 |

| 1856  | 1861  | 1866  | 1872  | 1876  | 1881  | 1886  | 1891  | 1896  |
| ----- | ----- | ----- | ----- | ----- | ----- | ----- | ----- | ----- |
| 1 678 | 1 657 | 1 686 | 1 643 | 1 622 | 1 604 | 1 560 | 1 609 | 1 559 |

| 1901  | 1906  | 1911  | 1921  | 1926  | 1931 | 1936 | 1946 | 1954 |
| ----- | ----- | ----- | ----- | ----- | ---- | ---- | ---- | ---- |
| 1 507 | 1 446 | 1 326 | 1 036 | 1 009 | 956  | 843  | 802  | 781  |

| 1962 | 1968 | 1975 | 1982 | 1990 | 1999 | 2006 | 2011 | 2016 |
| ---- | ---- | ---- | ---- | ---- | ---- | ---- | ---- | ---- |
| 816  | 772  | 735  | 583  | 589  | 582  | 673  | 687  | 702  |

| 2021 | 2022 | - | - | - | - | - | - | - |
| ---- | ---- | - | - | - | - | - | - | - |
| 663  | 646  | - | - | - | - | - | - | - |

## Lieux et monuments
Religieux
- Église Notre-Dame-de-la-Nativité de Livry : l'édifice paroissial renferme une statue en pierre de la Vierge à l'Enfant, datée du début du XVIe siècle, et  Classé MH (1922), la Vierge couronnée, tient une grappe de raisin dont l'Enfant saisit un grain. À ses pieds un écu : « De gueule à deux bars adossés surmonté de deux couronnes rangées en chef et une bordure, le tout d'or » qui sont de Dreux-Godard, chanoine de Nevers[21]. Une statue de Saint Jean-Baptiste en bois polychrome du XVIe siècle et  Classé MH (1922)[22].

Civils

## Personnalités liées à la commune
- Paul Cornu (1881-1914), bibliothécaire et historien, fondateur des Cahiers Nivernais (devenus Cahiers du Centre), né en 1881 à Livry.
- Gaston Gautier de Breuvand, militaire français, chevalier de la Légion d'honneur, né en 1847 à Livry[23].
- Claude Thoral (1903-1961), député du Cher né sur la commune.
- Régis Giliberti, footballeur français, d'origine sicilienne, né en 1976 à Nevers.